# Helina australasiae
Helina australasiae este o specie de muște din genul Helina, familia Muscidae, descrisă de Malloch în anul 1923. Conform Catalogue of Life specia Helina australasiae nu are subspecii cunoscute.